# ダンスク・スヴェンスク・ゴールフンド

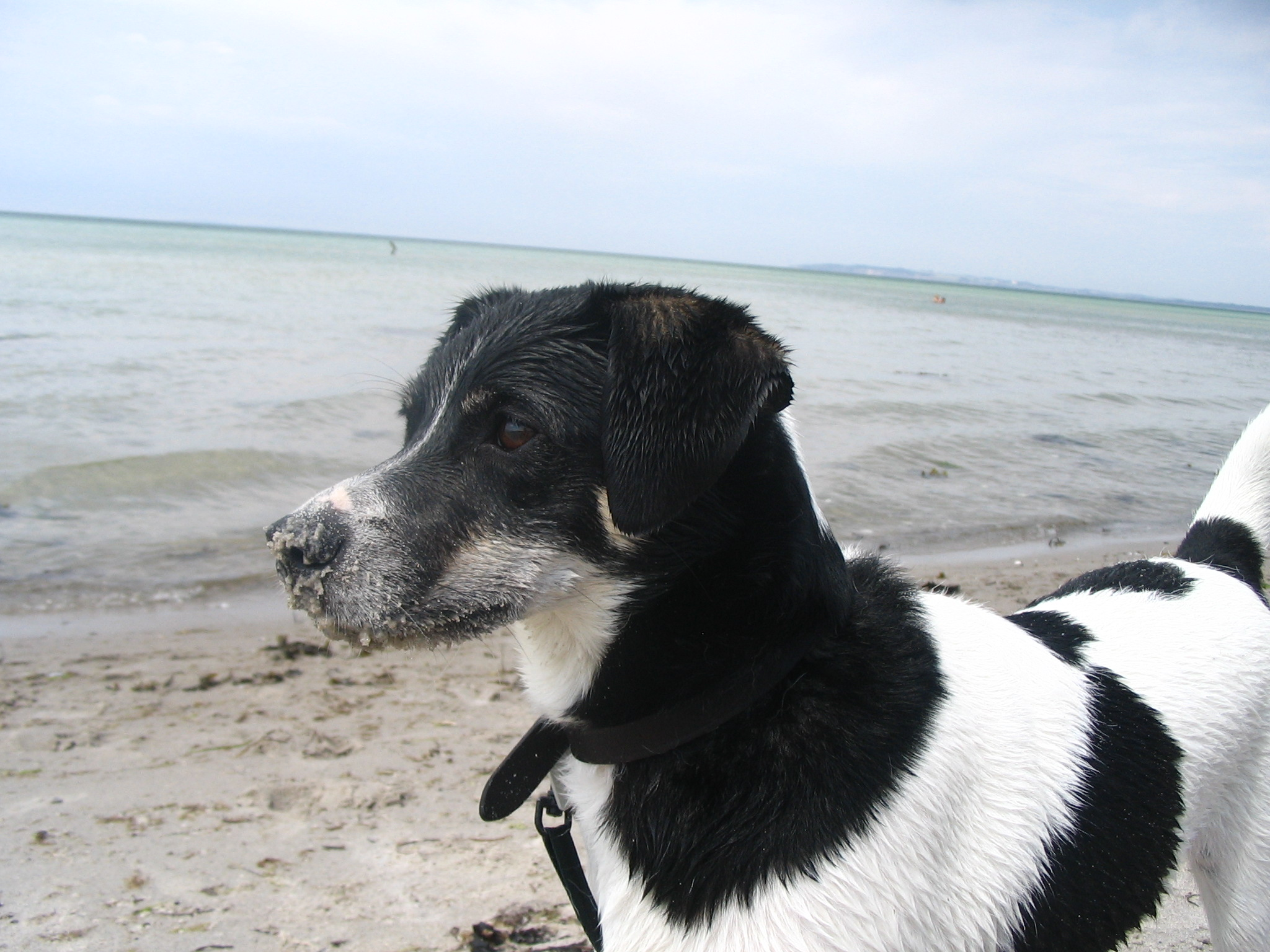
ダンスク・スヴェンスク・ゴールフンド

ダンスク・スヴェンスク・ゴールフンド（英：Dansk-Svensk Gaardhund）は、デンマーク及びスウェーデンの南部を原産とするテリア犬種のひとつである。フォックス・テリアタイプ犬種の一種でもある。

## 概要
別名はダニッシュ・スウェーディッシュ・ファームドッグ（英：Danish-Swdish Farmfog）、ダニッシュ・チキンドッグ（英：Danish Chikendog、現在は廃止）。旧称はダニッシュ・フォックス・テリア（英：Danish Fox Terrier）、スカニアン・テリア（英：Scanian Terrier）。

## 歴史
1700年代ごろからデンマークとスウェーデン南部の農家で使われていた犬種である。先祖の犬は荷車を引くのに使われていた大きな犬といわれているが、本種とサイズが違いすぎる（本種は体高が30cm台なのに対し、先祖は50cm台）ことから、それが直系の先祖ではなくその犬とフォックス・テリアタイプの犬を交配させて誕生した可能性が高い。
ゴールフンドは非常に多くの仕事をするのに使われていた、農家の万能使役犬である。ネズミの駆除を行ってそれが媒介する感染症や作物の食害を予防したり、パックでセントハントを行ってノウサギを狩る猟犬として駆け回ったり、牧牛犬として牛を誘導したり、番犬として農地の見張りを行ったりなどして広く使われていた。中には芸を見につけ、サーカスなどで活躍する犬さえもいた。
しかし、農業の機械化などにより仕事がなくなり、絶滅の危機に陥った。純血種の絶滅だけでなく、血を引く犬さえも消滅する危機が迫っていたが、消滅の一歩手前で原産地の愛好家が復元計画を立て、辺地から純血のゴールフンドを集めて繁殖を進め、復活することができた。頭数が一定に達し犬種としての固定も完了し、1987年にデンマークとスウェーデンのケネルクラブで犬種公認され、後に2008年にFCIにも犬種として公認され、近年国際的な犬種の仲間入りを果たしたばかりである。
現在はまだ世界的には珍しい犬種のひとつで、多くの犬は原産地で飼育されている。例外のひとつとしては、アメリカ合衆国にはFCI公認年に輸入され、ペットとして飼育されている。

## 特徴
フォックス・テリアタイプの犬ではあるが、毛色や外見がそれらとはあまり紛らわしくないため、そのタイプの犬種が同時にその場に複数居たりしない限り見間違うことはあまりない。引き締まった体つきをしていて、胴はやや長めである。マズルは短めで、鼻と目は黒々としている。耳はボタン耳、尾は飾り毛のない先細りの垂れ尾、又は背のほうへ自然に湾曲した刺し尾。かつてはネズミに噛まれて感染症にかかることを防ぐため、かなり短く断尾されていた。コートはスムースコートで、毛色はホワイトを地としてブラックやタン、カフェオレ、レモンのいずれかの単色がマーキングとして入ったもの。体高は雄34〜37cm、雌32〜35cmで、体重は雌雄ともに7〜12kgの小型犬。性格は明るく活発で好奇心旺盛だが、油断がない。いわゆる「テリア・キャラクター」という、テリア犬種特有の気性も持ち合わせていて、気が荒く頑固な面もある。小さな子供や仔犬とも遊ぶことが大好きで、友好的である。ただし、ネズミやモルモットといった小動物は使役柄により獲物やおもちゃとみなしてしまうため、一緒にするのは絶対に避けるべきである。運動するのが大好きだが、運動量そのものは中型犬程度（普通）である。尚、既出のとおり常に油断のない性格であるため、いざというときには行動を起こす。だが、心を許せる家族に対してはむやみに力を振るったりはしない。テリア・キャラクターが強すぎない犬種のため、初心者にもわりと飼いやすい犬種である。